# Margaretha Guidone
Margaretha Guidone (Helmond (?)) is een Belgische huisvrouw en auteur uit Kapellen.
Ze werd bekend in 2005 door haar bewustmakingsacties in verband met het milieu en de opwarming van de aarde. Hierbij mobiliseerde ze verschillende Belgische politici en sprak zelfs in 2006 op de klimaatconferentie in Nairobi te Kenia.

## Levensloop

### Jeugd
Guidone werd geboren als dochter van Nederlandse ouders, die een winkel van gordijnstoffen en decoratiemateriaal in Antwerpen hadden. Haar ouders hadden allebei de Tweede Wereldoorlog van dichtbij meegemaakt en hun trauma's onvermijdelijk doorgegeven in de opvoeding van hun kinderen. Guidone werd grotendeels opgevoed door haar twaalf jaar oudere halfzus wiens vader een Duitse man was uit Dresden. Aanvankelijk wilde ze beeldhouwster worden en trok op 15-jarige leeftijd naar een kunstschool in Oberammergau te Duitsland. Ze won er een prijs met een standbeeld van Jezus, maar zag haar talent meer als een hobby dan een beroep. Na deze opleiding begon ze haar eigen decoratiezaak in Nederland en later in Brasschaat. Hier leerde ze haar huidige man, een Napolitaan, kennen met wie ze trouwde en sinds 1985 in de buurt van Antwerpen woont.

### Activisme
Guidone werd bekend in België nadat ze de milieubewuste film An Inconvenient Truth zag en zo aangegrepen werd dat ze meteen alle grote Belgische politici een mail stuurde om ook de film te bekijken. Federaal minister van Leefmilieu Bruno Toback schonk haar zijn spreektijd voor de klimaatconferentie in Nairobi. Ze sprak daarop de conferentie toe op 15 november 2006. Dit zorgde ervoor dat ze ook buiten België een beetje aandacht trok van de buitenlandse media.
Eind 2006 werd ze lid van de sp.a, nadat ze 1 jaar bij de politieke partij Groen! aangesloten was.  Guidone gaf tussendoor ook lezingen over het milieu en publiceerde in 2007 een boek, "De kracht om te veranderen", over haar leven en haar engagement voor een beter milieu. Bij de federale verkiezingen van 10 juni 2007 was ze voor de sp.a in de provincie Antwerpen kandidaat voor de Kamer van volksvertegenwoordigers. Guidone kon haar bekendheid niet verzilveren en werd niet verkozen.
In 2008 kondigde zij haar verhuizing naar Canada aan. Als reden gaf ze aan dat ze de eerste ecologische vluchteling van België was. Het plan ging echter niet door en in 2009 verklaarde ze zelfs niet meer wakker te liggen van de klimaatproblematiek.

### Religieus wereldbeeld
Guidone heeft zich bekeerd tot het boeddhisme. In een interview met het weekblad Humo (03/04/07) verklaarde ze tevens dat ze in reïncarnatie gelooft en "In de kwantumfysica is bewezen dat als je tegen een waterdruppel praat, de watermolecule compleet verandert." In het bewuste artikel staat ook dat ze Deepak Chopra bewondert, een Amerikaans-Indische beoefenaar van ayurveda bij wie ze seminaries gevolgd heeft. Guidone is zelf ook ayurveda gaan studeren in Nederland en had een tijdlang ook een eigen ayurvedisch gezondheidscentrum lopen. Guidone is dan ook voorstander van een samenwerking van hedendaagse geneeskunde en alternatieve therapieën.